# Belovite-(Ce)
La belovite-(Ce) è un minerale appartenente al gruppo della belovite.